# Jon Karlung
Jon Karlung, född 24 januari 1964 i Stockholm, är VD på internetoperatören Bahnhof. Han är en av huvudägarna i företaget och har i olika ledande roller varit aktiv i koncernen sedan år 1995. I sin roll på Bahnhof har han ofta medverkat i samhällsdebatten kring övervakning och integritet.

## Historia
Jon Karlung är son till filmskaparen och konstnären Åke Karlung (1930-1990) och arbetade vid sidan av studier på universitet (litteraturvetenskap, filosofi, film, socialantropologi) med film inom ramen för Filmverkstaden. Han gjorde ett par uppmärksammade kortfilmer (Pseudo Media och Aggressiv Mutation).
Karlung var under början av 1990-talets chefredaktör för herrtidningen Aktuell Rapport. Karlung lämnade tidningen 1995. I egenskap av ansvarig utgivare blev han stämd av Robert Gustafsson för att ha publicerat en bild på komikern där denne läser tidningen Aktuell Rapport och försett bilden med texten "bättre än Björnes magasin". Bilden var autentisk men Karlung blev fälld för brott mot lagen om namn och bild i reklam av Högsta domstolen. HD var oenig i sin bedömning men majoriteten förordade fällning.
1995 blev Karlung delägare och VD i internetoperatören Bahnhof. 1997 rönte företaget, via dess egen reklambyrå Komintern, stor uppmärksamhet med sajten Tass.net. Sidan byggdes för att efterlikna den ryska nyhetsbyrån TASS och innehöll en fejkad nyhet om att Kambodjas förre ledare Pol Pot fått asyl i Sverige. Nyheten fick stor spridning i Sverige och internationellt, men den tilltänkta debatten om desinformation och både de möjligheter och risker som fanns med internet uteblev. ”Jag vet inte om vi var först i världen, men jag tror inte att någon planterat en sådan storskalig falsk nyhet innan. Idag pågår det ju hela tiden.” Har Karlung själv sagt om tilltaget.
2001 blev ledningen för Bahnhof oense om hur företaget skulle ledas, vilket gjorde att Karlung sparkades som VD. 2004 köpte Karlung tillsammans med Andreas Norman och deras gemensamma företag K.N. telecom upp Bahnhof och Karlung återvände som VD. 2010 lämnade Karlung VD-posten för Bahnhof igen, för att sedan återvända till den igen 2012.
Som VD för Bahnhof har Jon Karlung ofta medverkat i samhällsdebatten om digitalisering, övervakning och integritet. Han rönte stor massmedial uppmärksamhet när han i smyg spelade in Säpo, som var på besök hos olika internetoperatörer för att diskutera utökad övervakning av vanliga internetanvändare.

## Fotnoter
1. 1 2  Madeleine Engstrand Andersson (2016). ”Foliehatten i finrummet”. Filter (53). ISSN 3333-93.
2. ↑  Filmtipset på Nyheter24: Aggressiv Mutation
3. ↑  Aftonbladet: Robert Gustafson vann mot Aktuell Rapport
4. ↑  ”Karlung tillbaka  som vd på Bahnhof”. IT24. Arkiverad från originalet den 23 juli 2013. https://web.archive.org/web/20130723044301/http://www.idg.se/2.1085/1.450063/karlung-tillbaka-som-vd-pa-bahnhof. Läst 28 juni 2017.
5. ↑  ”Jon Karlung i Godmorgon TV4”. Arkiverad från originalet den 12 oktober 2014. https://web.archive.org/web/20141012063102/http://www.tv4.se/nyhetsmorgon/klipp/jon-karlung-allt-vi-g%C3%B6r-p%C3%A5-n%C3%A4tet-spelas-in-2377196. Läst 8 oktober 2014.
6. ↑  ”Chatt med Jon Karlung från Bahnhof”. http://www.dn.se/vart-internet/vart-internet-hem/chatt-med-jon-karlung-fran-bahnhof/. Läst 8 oktober 2014.
7. ↑  ”Bahnhof spelade in SÄPO:s övertalningskampanj”. http://sverigesradio.se/sida/artikel.aspx?programid=1650&artikel=5735355. Läst 8 oktober 2014.